# Begonia argenteomarginata
Begonia argenteomarginata là một loài thực vật có hoa trong họ Thu hải đường. Loài này được Tebbitt mô tả khoa học đầu tiên năm 2004.